# The Stardust Memory
「The Stardust Memory」は、小泉今日子の13枚目のシングル。1984年12月21日にビクター音楽産業より発売された。1984年最後のオリコンシングルチャートでトップに立ったシングルとなった。

## 概要
表題曲「The Stardust Memory」は、小泉主演の映画『生徒諸君!』の主題歌として使用された。また、
山田涼介、浜辺美波主演の映画『サイレントラブ』の挿入歌としても使用された。
これまでシングル曲は職業作曲家が手掛けた作品がほとんどだったが、本作には前年に「メリーアン」でブレイクを果たしヒット曲を連発していたALFEEの高見沢俊彦が起用された。同年にALFEEは「星空のディスタンス」をヒットさせていたことから、ロックテイストで ″星″ をイメージした楽曲として制作された。共作で作詞を手掛けた高橋研は、「高見沢さんのデモにあった ″～メモリー″ というフレーズを膨らませてストーリーを組み立てて行きました」とコメントしている。また、高見沢と高橋は本作と同時進行で、後に12インチ・シングルとしてリリースされる「ハートブレイカー」も制作している。

累計出荷枚数は56万枚。
1991年11月には8cmCDがリリースされている（カップリングは「木枯しに抱かれて」）。

## 収録曲

### The Stardust Memory
- 両楽曲共に、作詞：高見沢俊彦、高橋研／作曲：高見沢俊彦／編曲：井上鑑

1. The Stardust Memory (3分53秒)
2. 涙のMyロンリーBoy (4分7秒)

### 木枯しに抱かれて／The Stardust Memory
- 両楽曲共に、作曲：高見沢俊彦／編曲：井上鑑

1. 木枯しに抱かれて
作詞：高見沢俊彦
2. The Stardust Memory
作詞：高見沢俊彦、高橋研
3. 木枯しに抱かれて（カラオケ）
4. The Stardust Memory（カラオケ）

## カバー
- リザ・ウォン（1986年／アルバム「今日的我」収録）
- ビビアン・チョウ（1990年／アルバム「Vivian」収録）

## 参考資料
- 松永良平:著『コイズミクロニクル〜コンプリートシングルベスト 1982-2017〜 初回特典「コイズミシングル～小泉今日子と50のシングル物語」』ビクターエンタテインメント、2017年5月17日。